# Bricul Mercur atacat de două corăbii turcești
Bricul Mercur atacat de două corăbii turcești (în rusă Бриг «Меркурий», атакованный двумя турецкими кораблями, transliterat: Brig «Merkuri», atakovannîi dvumea turețkimi korableami) este o pictură în ulei realizată în anul 1892 de pictorul rus Ivan Aivazovski. Aivazovski a pictat peste 6000 de tablouri, mai multe de jumătate dintre ele fiind peisaje marine.

## Descriere
În acest tablou sunt reprezentate trei corăbii într-o confruntare marină; după cum sugerează și titlul, lupta se dă între două nave de război turcești și o altă navă menționată în titlul picturii ca fiind bricul rusesc Mercur (en). Aivazovski a pictat multe peisaje marine, adesea implicând nave și bărci de diferite mărimi, iar multe nave sunt prezentate ca avariate sau naufragiate; totuși, puține picturi ale sale prezintă nave aflate în luptă navală.

## Fundal istoric
Bătălia portretizată a făcut parte din Războiul Ruso-Turc din 1828-1829, război declanșat de lupta grecilor pentru independență. Sultanul turc a devenit ostil rușilor din cauza participării lor în Bătălia de la Navarino și, prin urmare, a procedat la închiderea Strâmtorii Dardanele pentru navele rusești și a revocat Convenția de la Akkerman din 1826.

### BriculMercur
Bricul rusesc Mercur a fost o navă reală (un bric cu 18 tunuri) care a fost proiectată la Sevastopol la 28 ianuarie 1819 și concepută ca o navă de patrulare pe coastele Caucazului de Nord. Construit din lemn de stejar provenit din Crimeea, cu un pescaj pentru o adâncime mică și echipat cu vâsle,[a] Mercur a fost lansat pe apă la 7 mai 1820 și dezasamblat la 9 noiembrie 1857. El se deosebea de alte bricuri ale Flotei Ruse din acele timpuri; alte bricuri nu erau construite în acest mod pentru că un pescaj mic limita și reducea considerabil viteza maximă. Vâslele erau considerate, de asemenea, ca fiind dezavantajoase. Construcția sa diferită provenea din faptul că a fost proiectat pentru o sarcină specifică, unică.
În decursul existenței sale Mercur a luptat în mai multe bătălii navale. Una dintre cele mai remarcabile a fost bătălia bricului Mercur (comandat, pe atunci, de locotenentul A. Kazarski) și a altor două bricuri rusești împotriva unei flote considerabile, de aproximativ 14 nave turcești, care se întorceau de pe țărmurile Anatoliei. La început se prefigura victoria turcilor, dar, ca urmare a schimbării mareelor, Mercur a reușit să scape după un puternic asalt final realizat de cele trei bricuri, astfel conflictul încheindu-se.
După ce conflictul s-a încheiat, unul dintre navigatorii de pe navele turcești a făcut un comentariu menționând Mercur pentru navigabilitatea ei, și căpitanul pentru vitejia sa:
„Dacă în evenimentele mari din timpurile vechi sau din cele ale noastre există acte de vitejie, astfel încât să le pună pe celalalte în umbră, numele unui erou ar trebui să fie scris cu litere de aur pe altarul gloriei: căpitanul a fost Kazarski, iar numele acestui bric a fost „Mercur””
.